# Snežana Zorić
Snežana Zorić, coniugata Mijalković (in serbo Снежана Зорић-Мијалковић?; Belgrado, 16 gennaio 1949), è un'ex cestista jugoslava.

## Carriera
Con la Jugoslavia ha disputato tre edizioni dei Campionati europei (1970, 1972, 1974).